# Krokom (commune)
La commune de Krokom (same: Krokomen tjïelte) est une commune suédoise du comté de Jämtland. 14 648 personnes y vivent. Son siège se trouve à Krokom. La commune de Krokom a été formée en 1974, lorsque les anciennes municipalités d'Alsen, de Föllinge, d'Offerdal et de Rödön ont été fusionnées.
Krokom est une localité suédoise sur les bords du fleuve Indalsälven. Krokom est chef-lieu de la commune de Krokom. Elle a une population de 2 277 habitants (2010). Les premières mentions écrites du nom de Krokom remontent à 1437 («i Krokom»). Krokom se trouve à environ 20 km d'Östersund, sur la route européenne 14 et sur la Mittbanan, la ligne de chemin de fer du réseau ferroviaire suédois entre Sundsvall et Storlien.

## Localités principales dans la commune de Krokom
- Krokom
- Ås
- Nälden
- Föllinge
- Dvärsätt
- Änge
- Aspås
- Trångsviken
- Vaplan
- Ytterån

## Paroisses
- Alsen
- Ås
- Aspås
- Föllinge
- Hotagen
- Laxsjö
- Näskott
- Offerdal
- Rödön

## Galerie

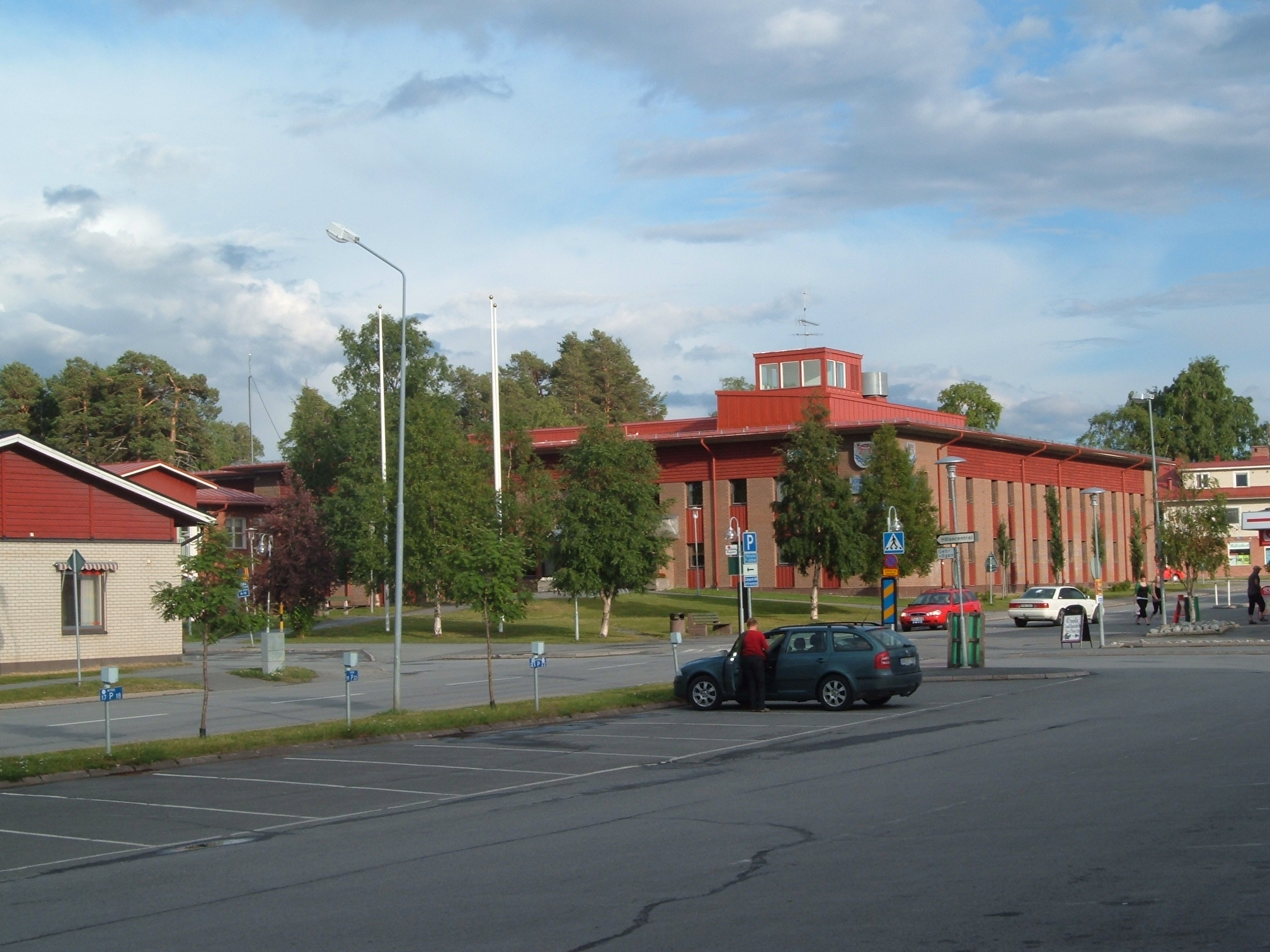
La mairie de Krokom
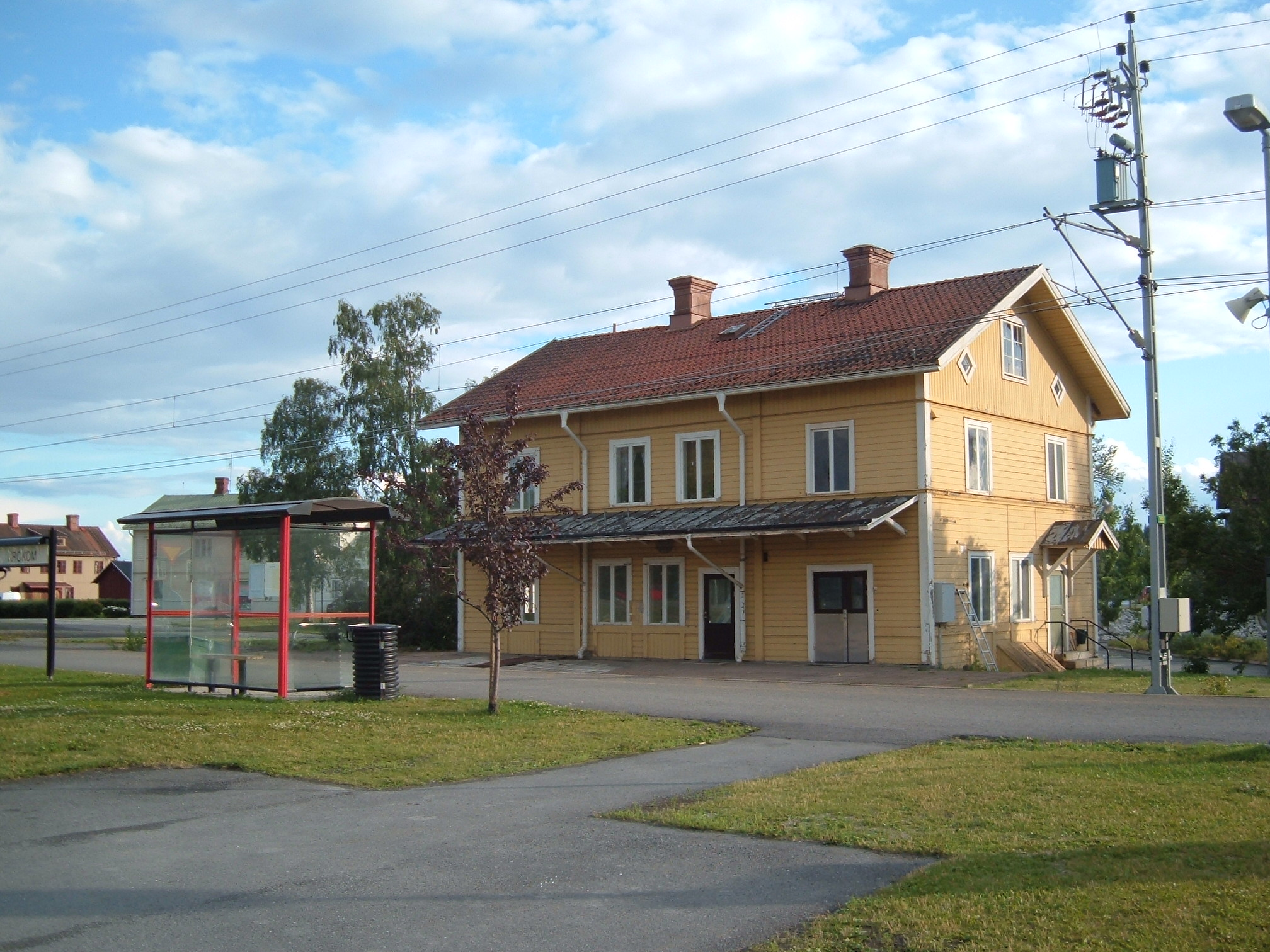
La gare de Krokom
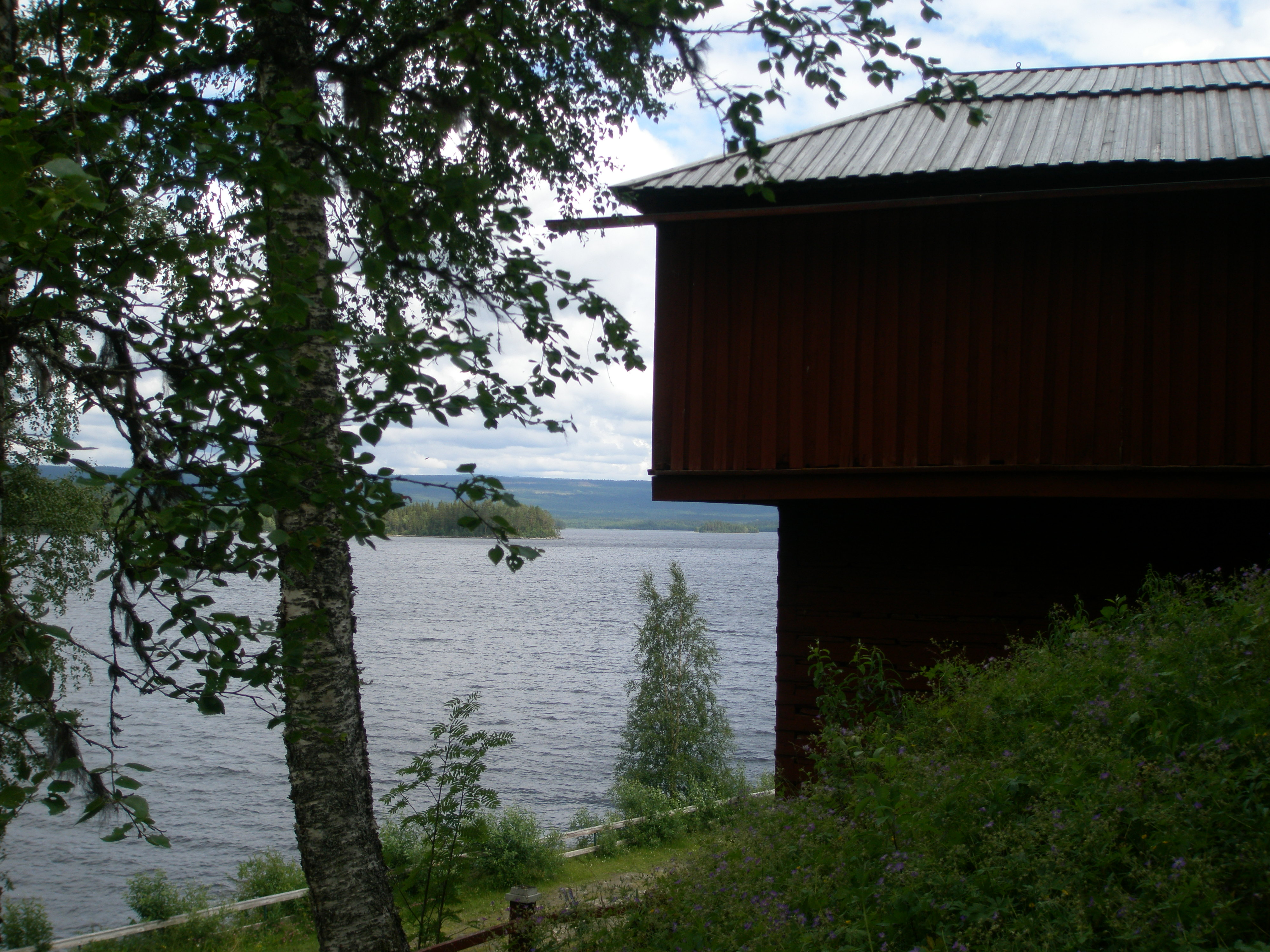
Rönnöfors sur le lac de Landögssjön
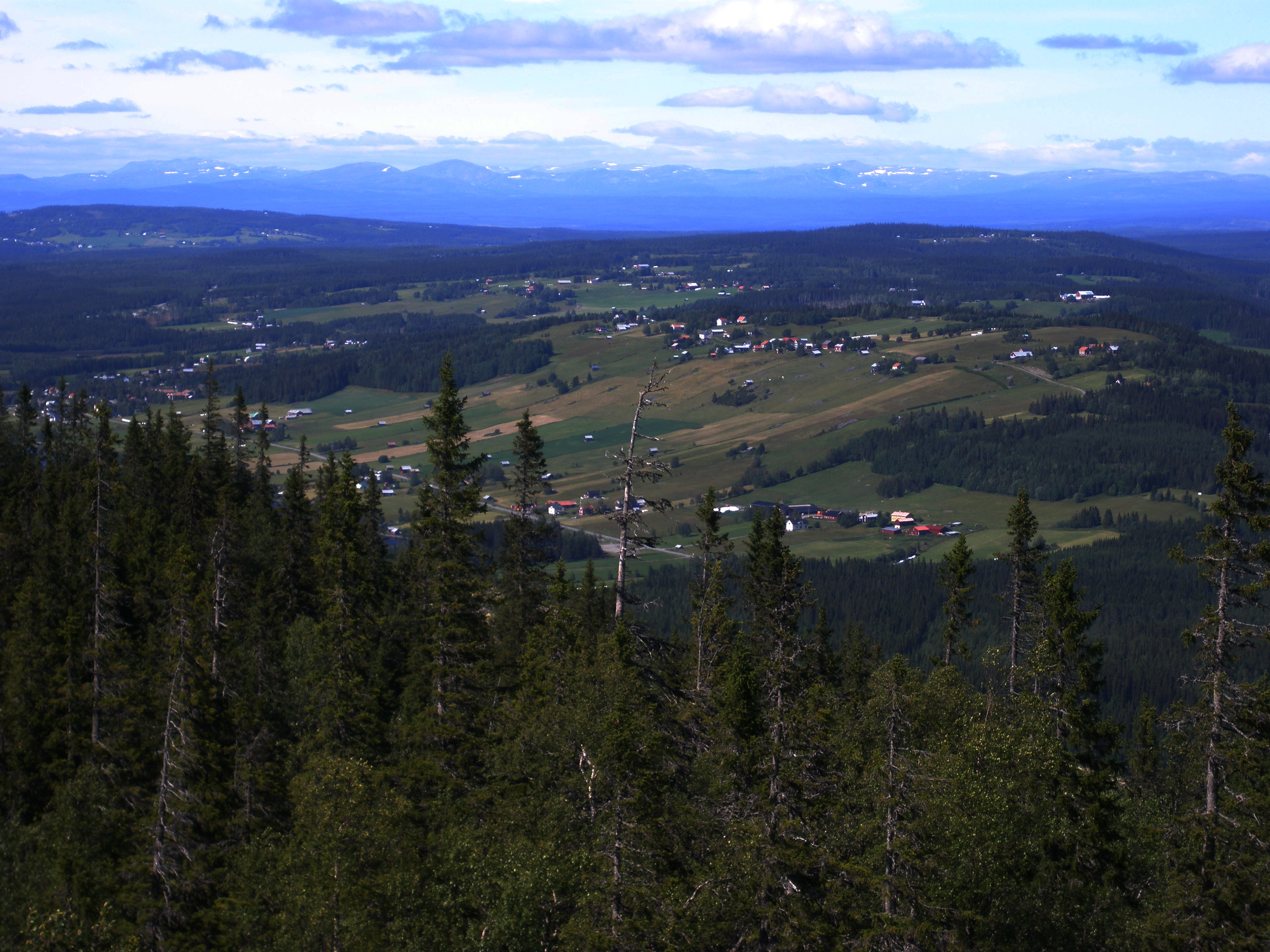
Kaxås est une localité en Offerdal
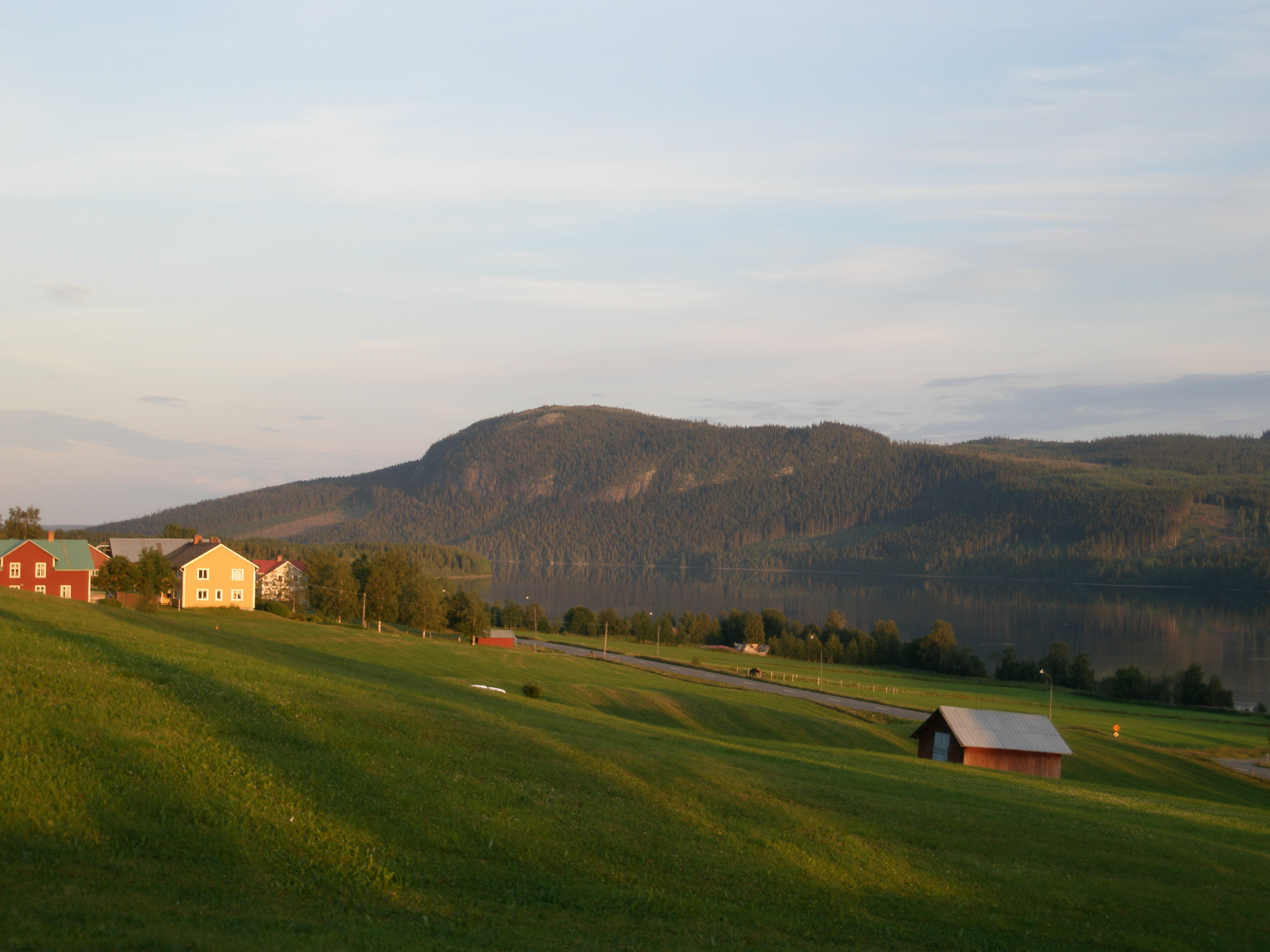
La montagne d'Hällberget
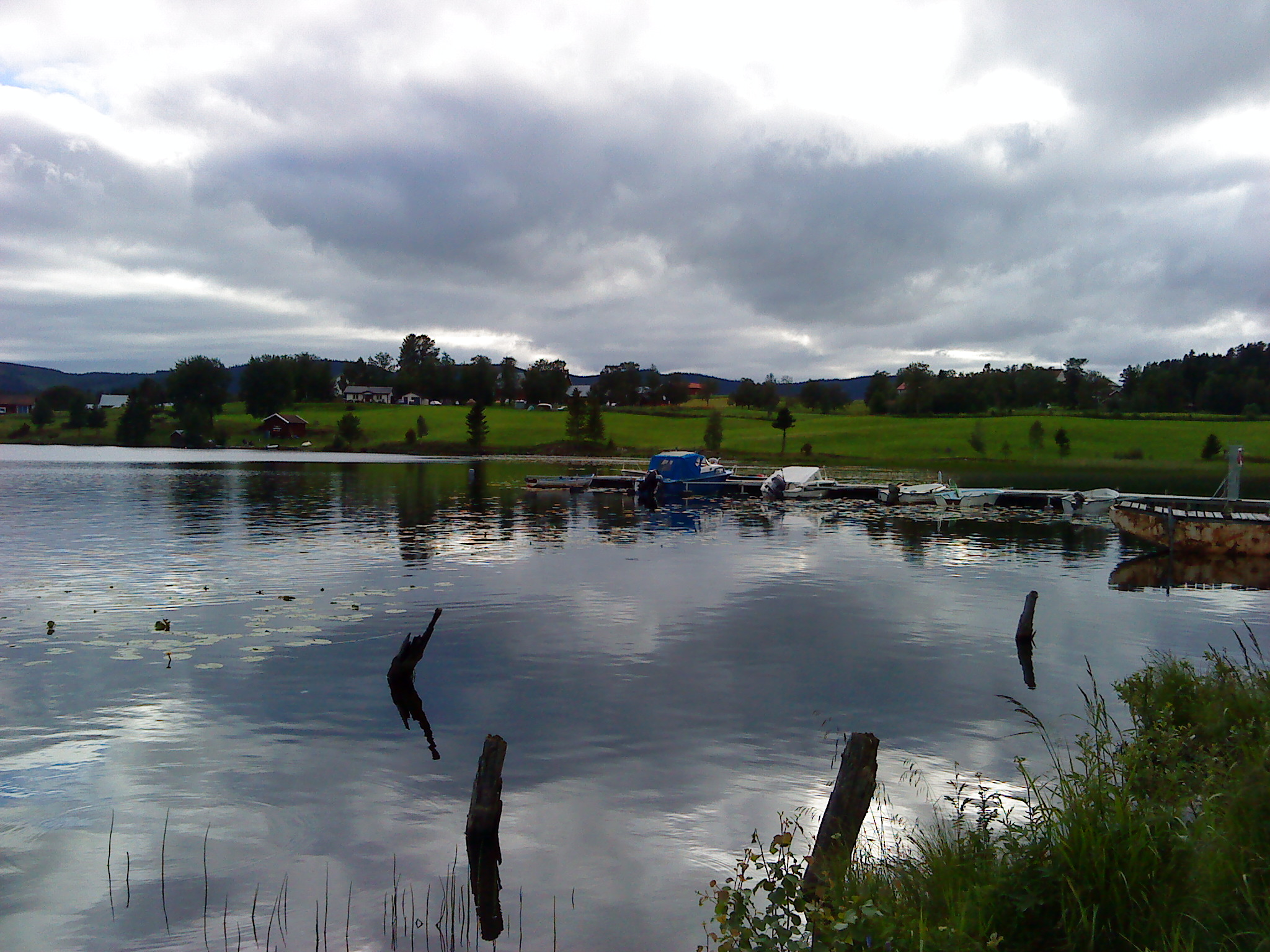
Änge est situé sur lac de Näldsjön
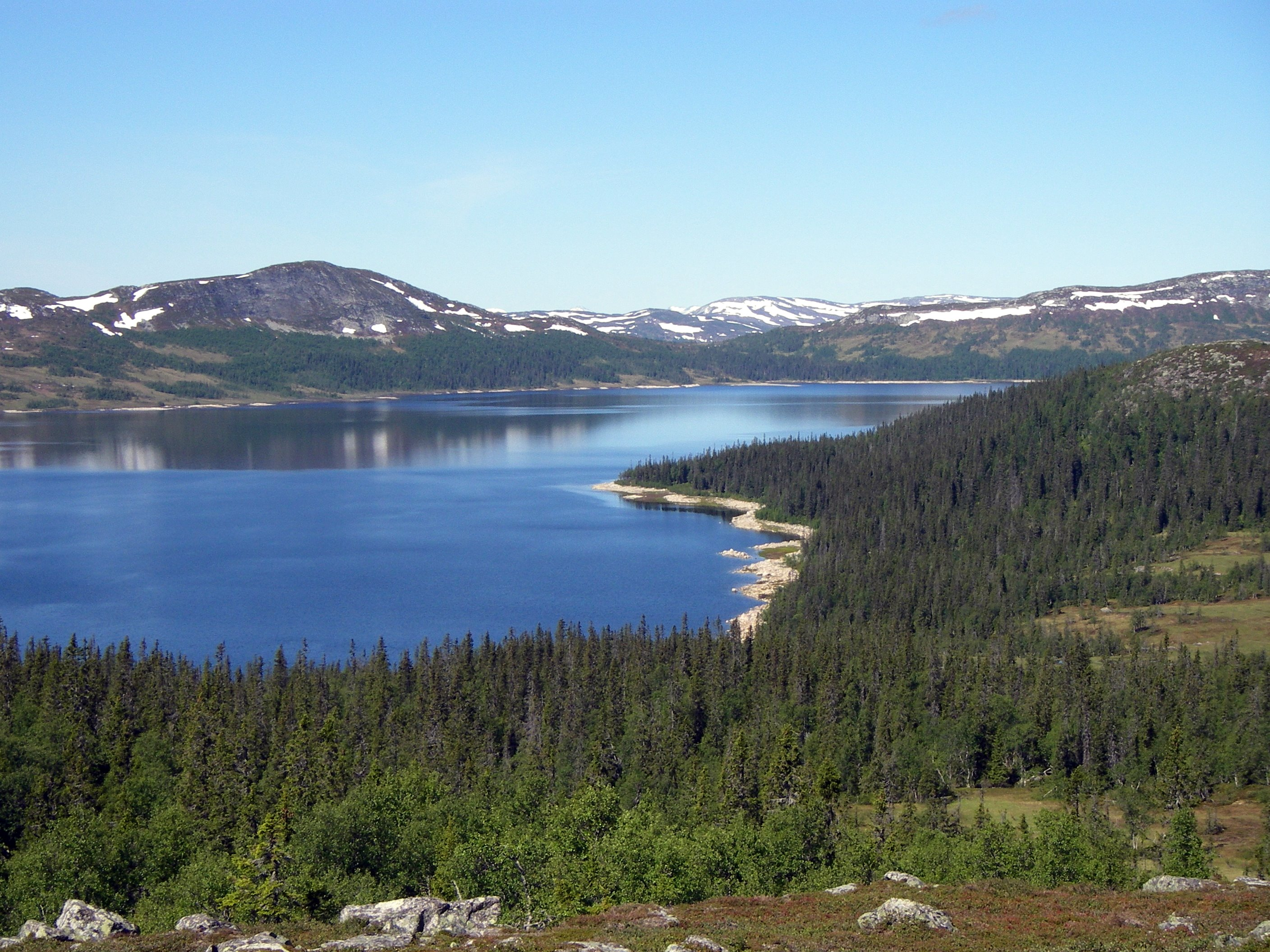
La montagne d'Offerdal (Oldfjällen)
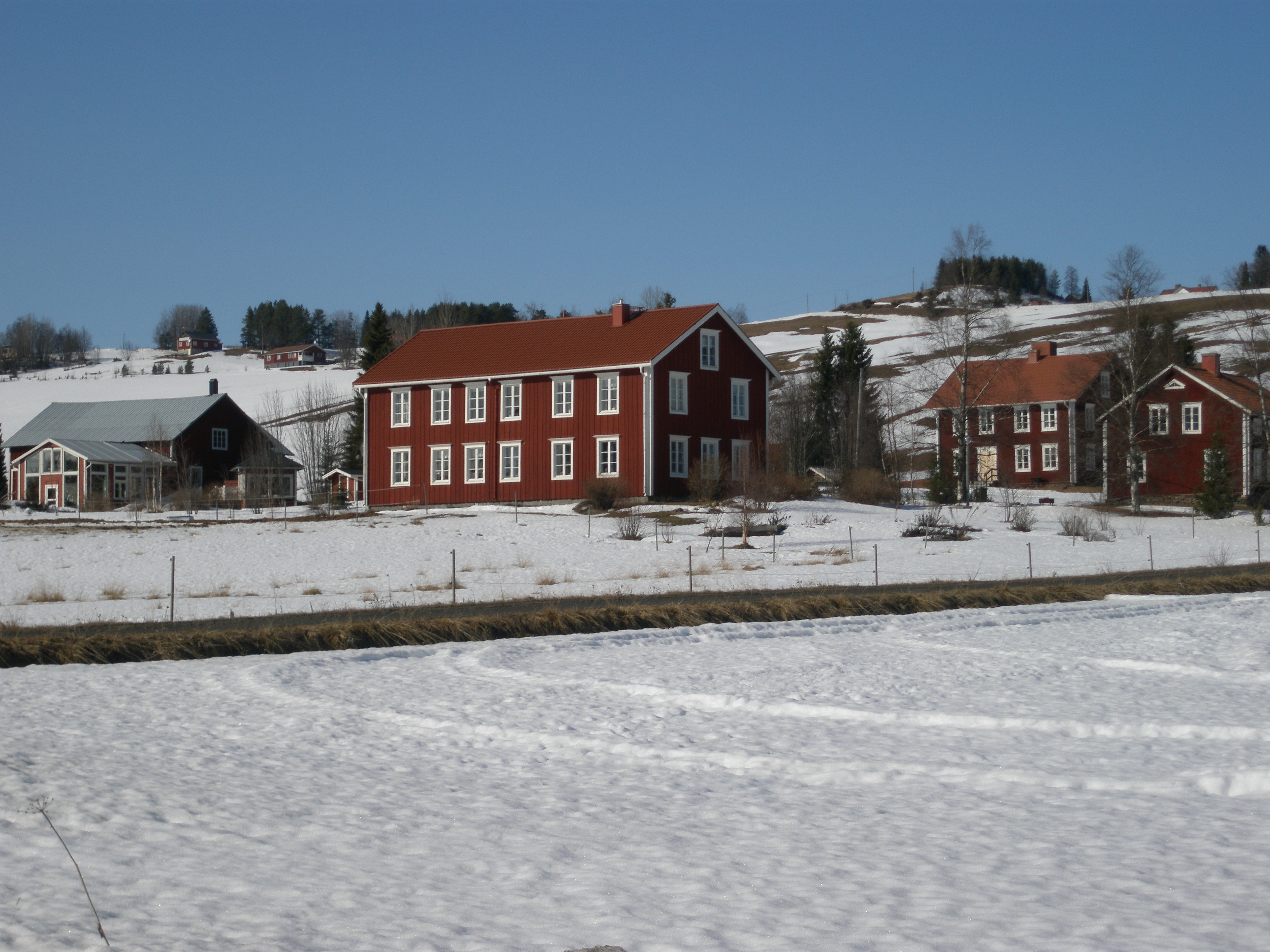
Une ferme à Kaxås
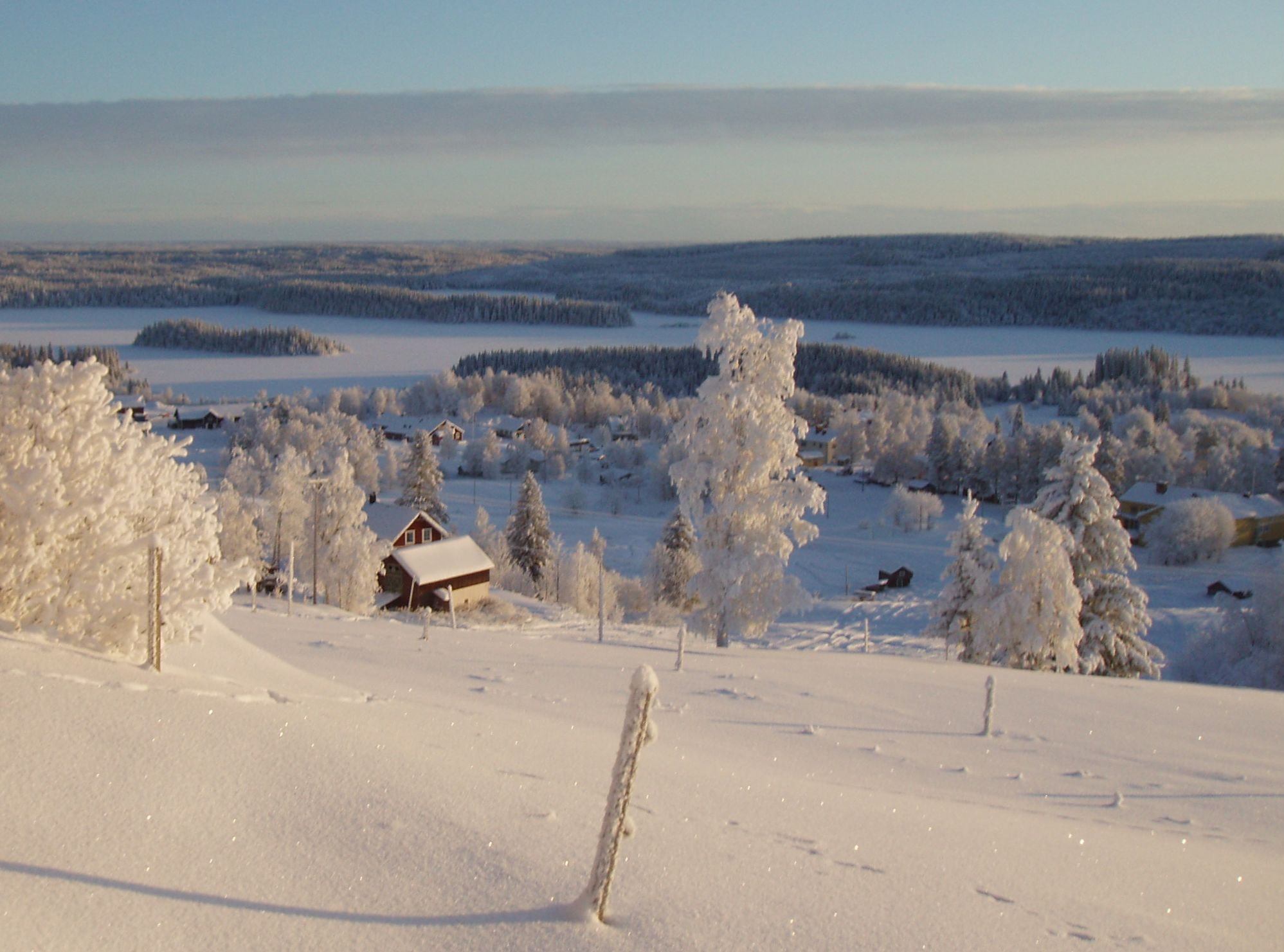
Laxsjön
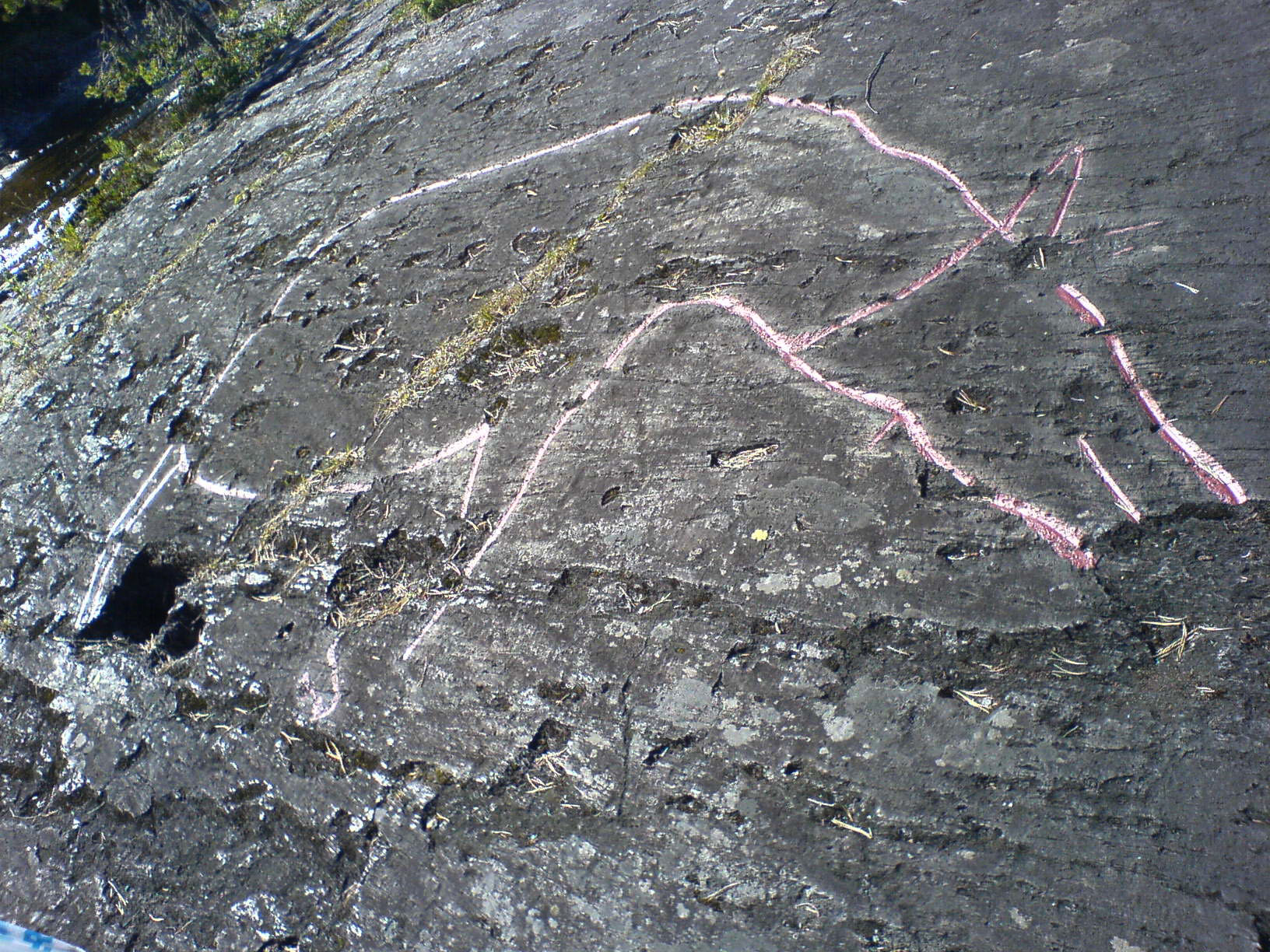
Les pétroglyphes de Gärde en Offerdal
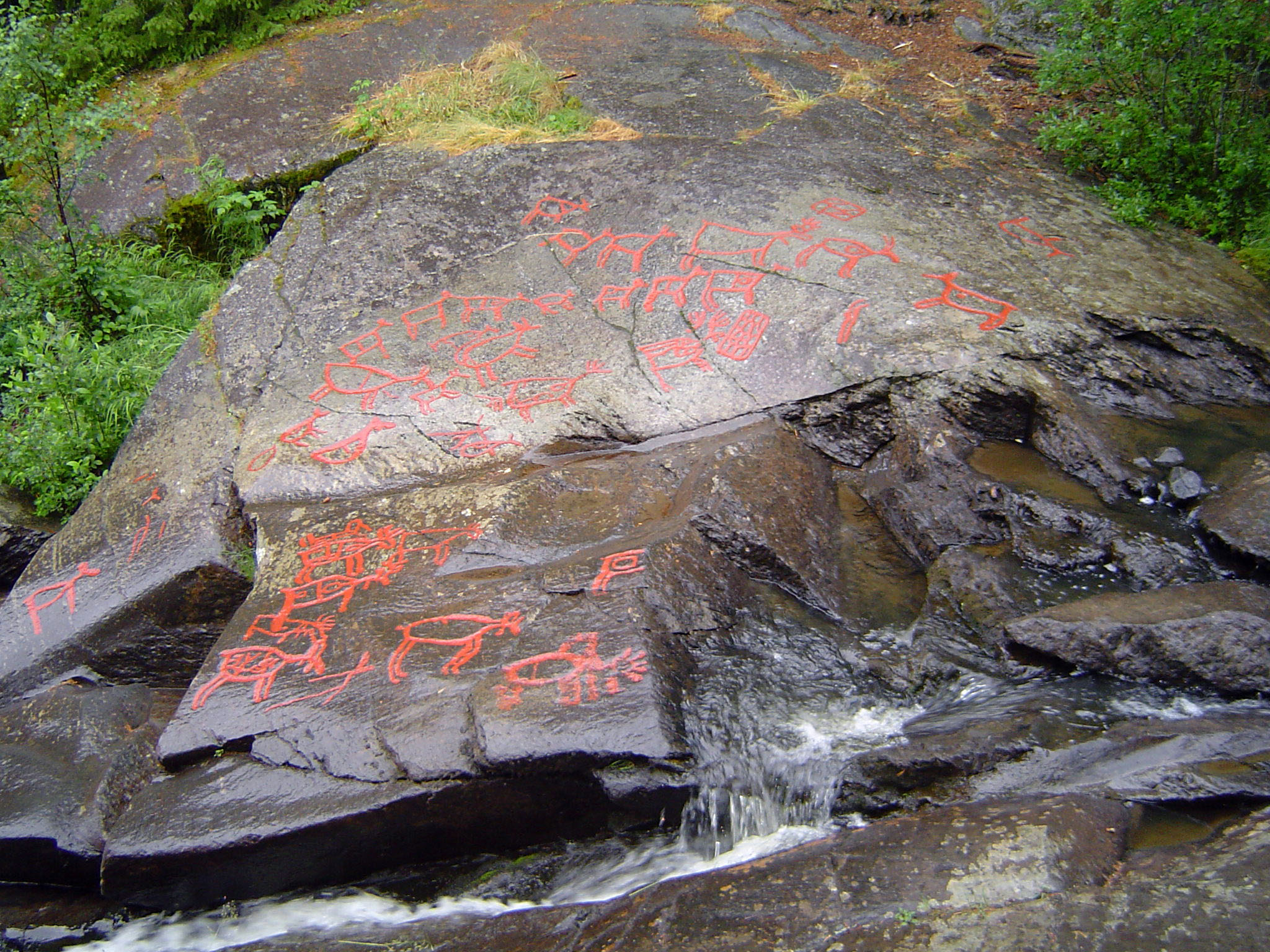
Les pétroglyphes de Glösa en Alsen

## Personnalités liées à la commune
- Allan Edwall, un acteur, réalisateur, scénariste, metteur en scène, dramaturge, écrivain et musicien suédois, né à Hissmofors, Krokom

## Jumelages
Krokom est jumelée avec :
- Jilin (Chine) depuis 2005
- Haninge (Suède) depuis 1999